# Frequency Hopping Spread Spectrum

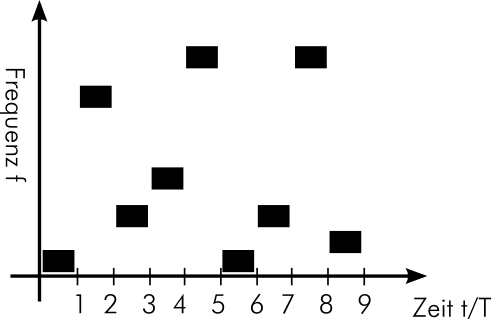
Diagramm Frequenzsprungverfahren

Frequency Hopping Spread Spectrum (FHSS), deutsch Frequenzsprungverfahren, ist ein Frequenzspreizverfahren für die drahtlose Datenübertragung. Es wird unterteilt in Fast und Slow Hopping.
Generell wechselt hier die Trägerfrequenz frequentiv und diskret. Die Sequenz der Frequenzwechsel wird bei Sender und Empfänger synchron durch eine Folge von Pseudozufallszahlen bestimmt.
Die Nutzdaten werden erst schmalbandig moduliert, und dann in einem zweiten Modulator durch einen Frequenz-Synthesizer gespreizt. Auf der Gegenseite wird an den Empfangsmodulator wieder ein Frequenz-Synthesizer angeschlossen, der die Spreizung rückgängig macht und dann konventionell demoduliert. Diese Technik wird zivil beispielsweise bei Bluetooth und im Ur-WLAN Standard 802.11 verwendet. Beim Militär heißen sie SINCGARS.
Zu den Erfindern, die zur Entwicklung und Nutzbarmachung des Frequenzsprungverfahrens beigetragen haben, zählte auch die Filmschauspielerin Hedy Lamarr, die gemeinsam mit dem Komponisten George Antheil Anfang der 1940er Jahre in den USA ein Patent zur Funksteuerung von Torpedos gewährt bekam.

## Bandbreite und Störanfälligkeit
Der Unterschied des Spektrums im Vergleich zu Direct Sequence Spread Spectrum (DSSS) äußert sich darin, dass das Spektrum des modulierten Signals genauso breit ist wie das Ursprungssignal selbst. Die spektrale Spreizung erfolgt praktisch nur auf zeitlicher Basis, da die Trägerfrequenz immer nur für einen kleinen Moment konstant bleibt.
Ähnlich wie bei DSSS lassen sich auch FHSS-Nachrichten vor „Mithörern“ verbergen. Anders als beim DSSS wird das Signal aber nicht im Rauschen versteckt, sondern es lässt sich deswegen nicht abhören, weil ein Außenstehender nie weiß, auf welcher Trägerfrequenz sich nach dem nächsten Hop das Signal befindet. Weiterhin kann auch noch die Hopdauer {\displaystyle T_{h}} variiert werden (slow FH (= SFH) bzw. fast FH (= FFH)).
FHSS zeichnet sich auch besonders durch die geringe Störanfälligkeit aus. Das liegt daran, dass immer nur für eine kurze Dauer die gleiche Trägerfrequenz verwendet wird. Ist beispielsweise die Frequenz {\displaystyle f_{t1}} durch einen anderen Sender gestört, so wird nur ein kleiner Teil der Datenfolge dieser Störung unterliegen, was sich meist durch entsprechende Fehlerkorrekturverfahren korrigieren bzw. erkennen lässt.

## Slow Hopping
Hierbei wird mindestens ein Bit pro Frequenzsprung übertragen, also z. B. drei Bits, bevor die Frequenz wechselt.

## Fast Hopping
Hier wird maximal ein Bit pro Frequenzsprung übertragen, es können aber durchaus auch drei Frequenzsprünge innerhalb eines Bits stattfinden.
FHSS ist leicht implementierbar, nutzt aber nur einen schmalen Bereich des Spektrums zu einem Zeitpunkt, und ist nicht so abhörsicher wie DSSS.